# 小行星1511
小行星1511（1511 Daléra）是一颗绕太阳运转的小行星，为主小行星带小行星。该小行星于1939年3月22日发现。
該小行星以發現者路易·博耶的朋友保羅·達萊拉（Paul Daléra）命名。

## 轨道参数
小行星1511的轨道半长轴为2.3583049 UA，离心率为0.107。